# تيرا (قمر صناعي)
تيرا (بالإنجليزية: Terra)‏ (EOS AM-1)، هو قمر صناعي بحثي علمي متعدد الجنسيات تابع لوكالة ناسا الفضائية وهو الرائد في نظام مراقبة الأرض. اسم تيرا مأخوذ من اللغة اللاتينية بمعنى «الأرض».

## الإطلاق
أطلق القمر في 18 أغسطس عام 1999 من قاعدة فاندنبرغ الجوية على متن مركبة تابعة لنظام أطلس. وبدأ جمع البيانات في 24 فبراير 2000. وقد وضع في مدار شبه قطبي متزامن مع الشمس على ارتفاع 705 كم، في الساعة 10:30 صباحاً بدأ العد التنازلي.

## البعثة
يحمل قمر تيرا حمولة من خمسة أجهزة استشعار عن بعد مصممة لرصد حالة بيئة الأرض والتغيرات المستمرة في نظامها المناخي؛ وهي :
- أستير (الانبعاث الحراري والانعكاس الإشعاعي)
- سيريز (الغيوم ونظام الطاقة المشع للأرض)
- ميسر (متعدد التصوير الطيفي)
- موديس (معتدل التصوير الطيفي)
- موبيت (قياسات التلوث في التروبوسفير)

وتساعد البيانات المستمدة من القمر العلماء على فهم انتشار التلوث في جميع أنحاء العالم على نحو أفضل. وقد استخدمت الدراسات أدوات على تيرا لدراسة الاتجاهات في أول أكسيد الكربون العالمي وتلوث الهواء الجوي.

## الاختراق
في يونيو 2008 تم اختراق القمر من قبل قراصنة الشبكة حيث استطاعوا الوصول إلى نظم القيادة والتحكم، لكنهم لم يصدروا أي أوامر.

## معرض الصور
- هذه بعض الصور التي تم لتقاطها من قِبل قمر تيرا:

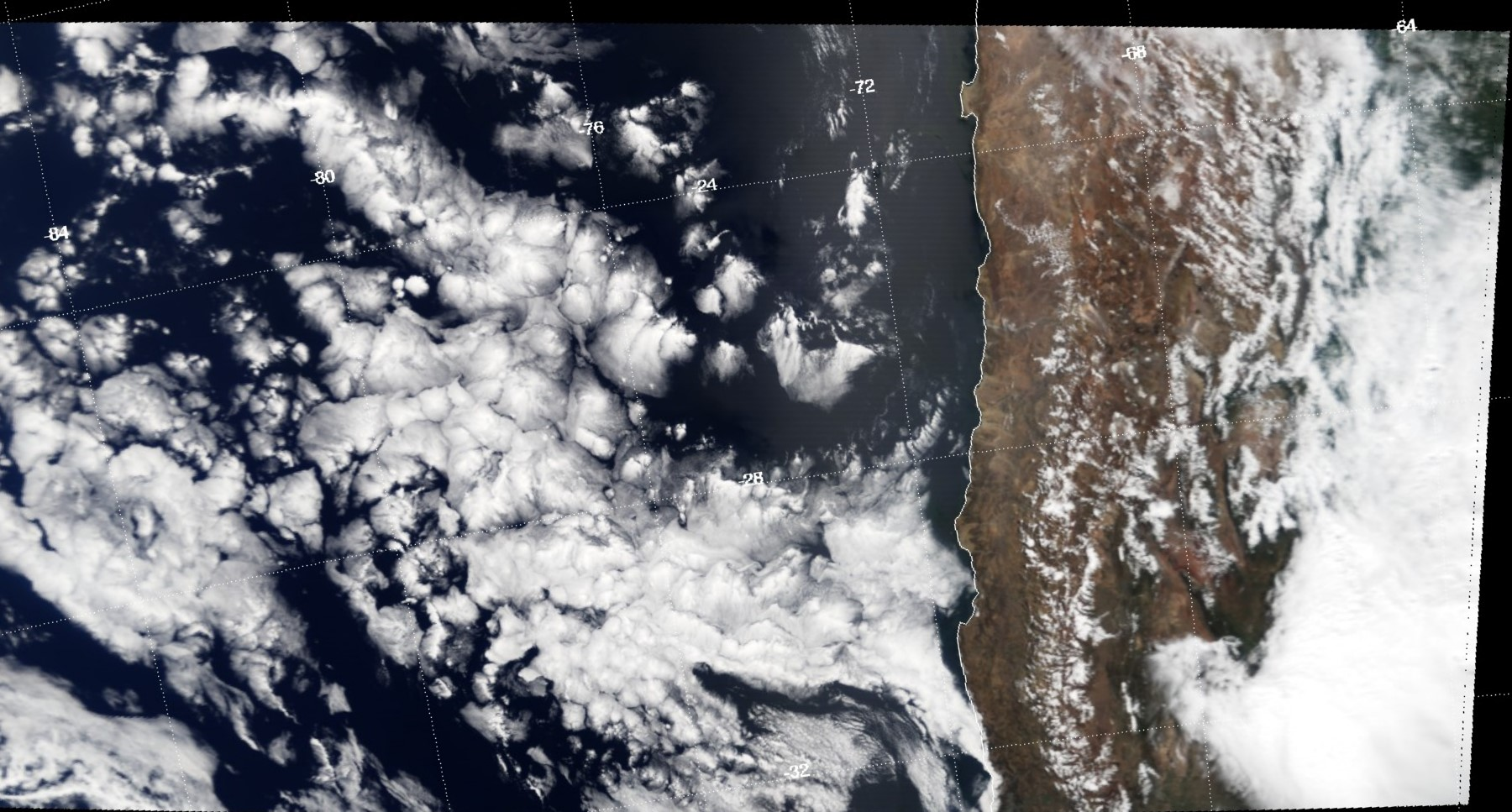
أول صورة تم التقاطها من قِبل قمر تيرا.
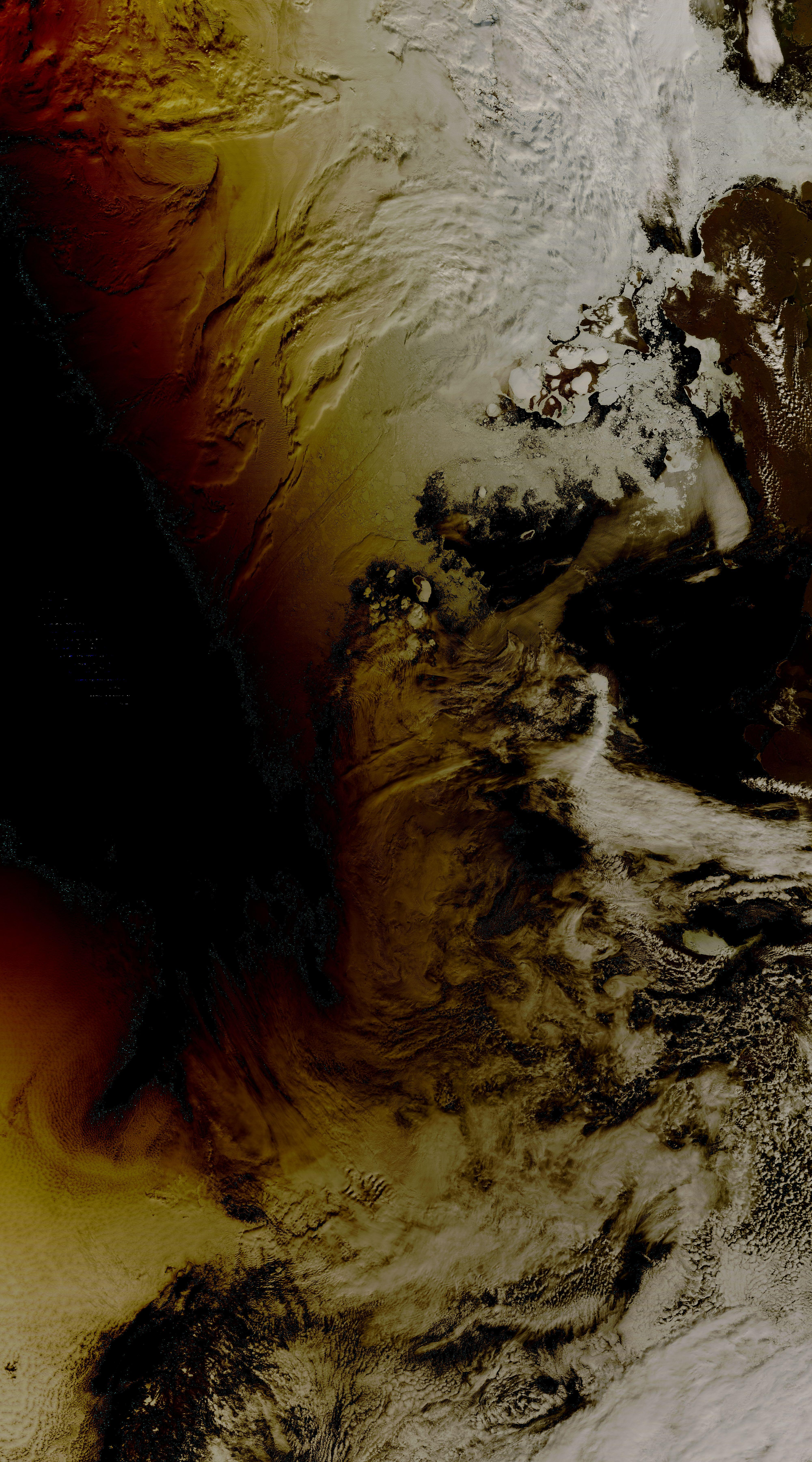
The كسوف الشمس 1 أغسطس 2008 على روسيا والنرويج, والمحيط المتجمد الشمالي.
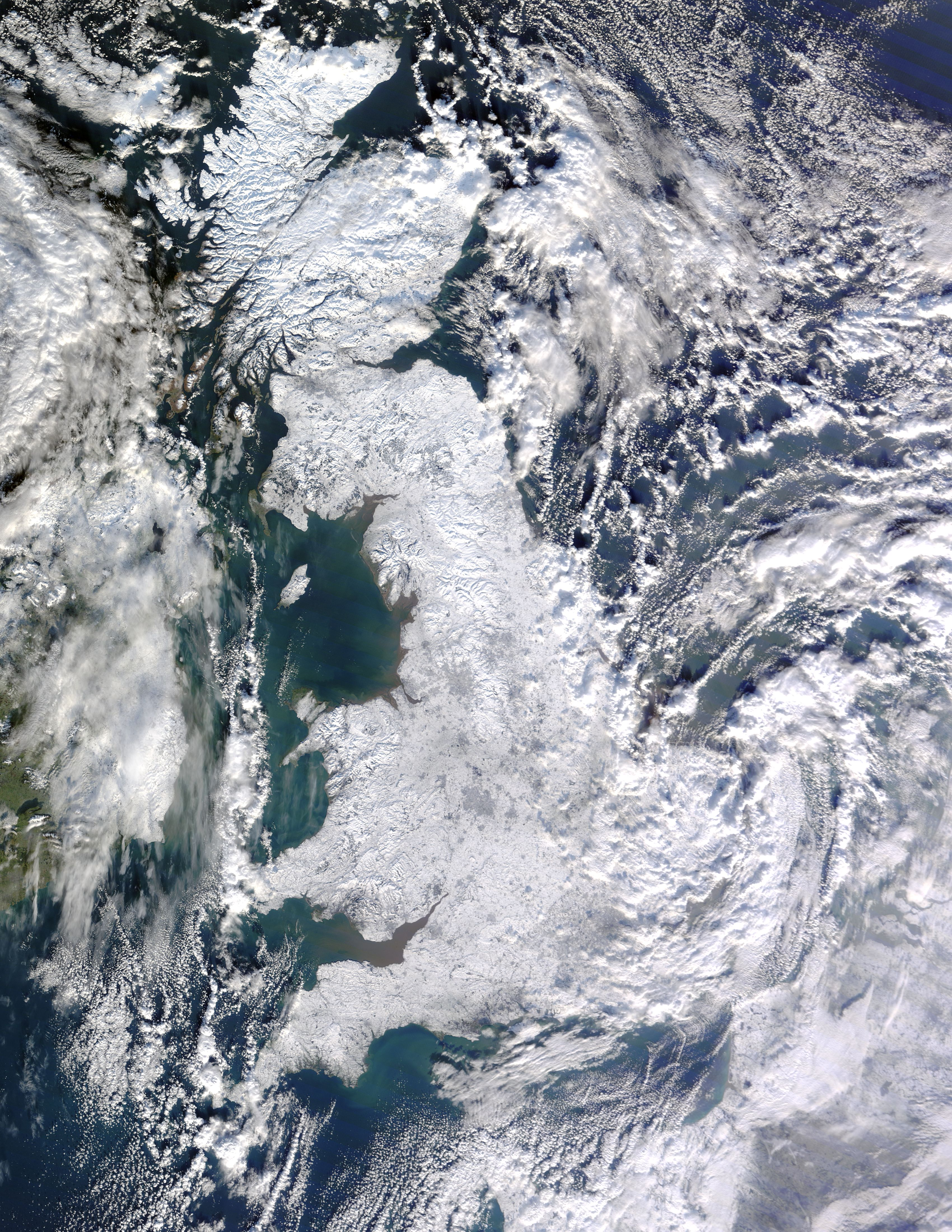
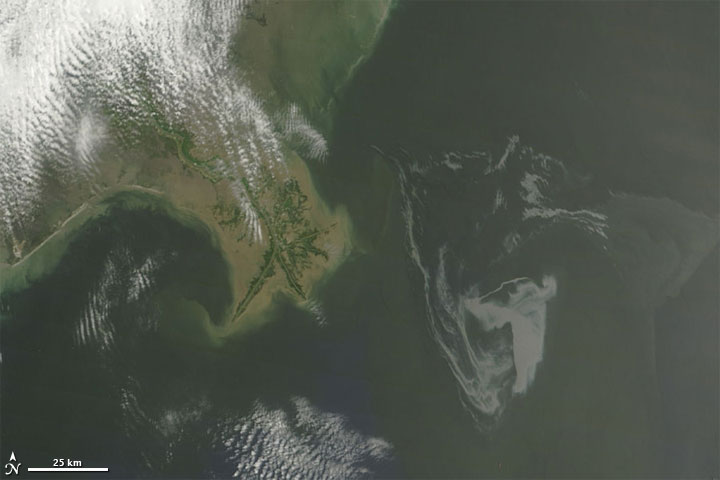
التسرب النفطي في خليج المكسيك 2010
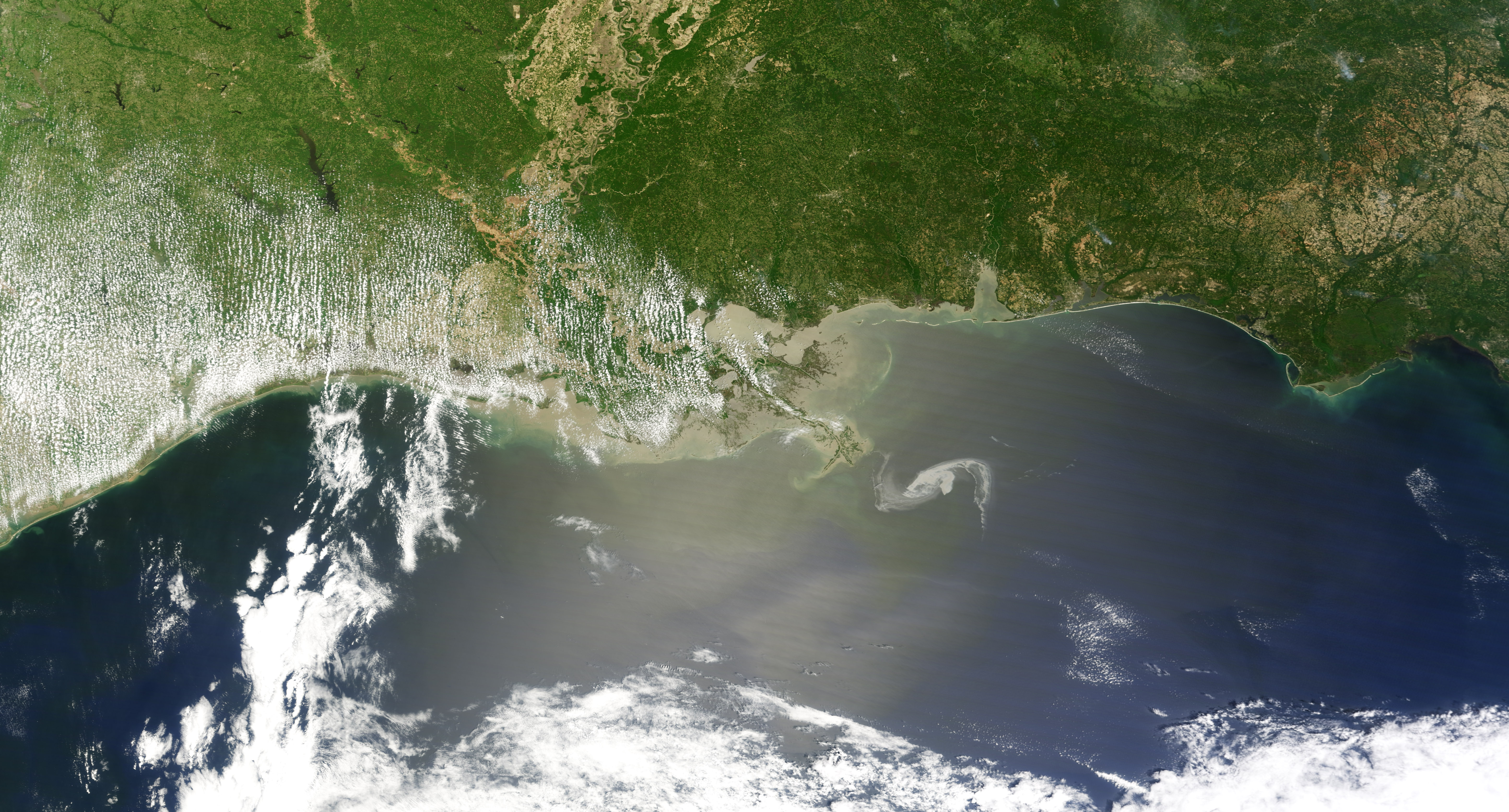
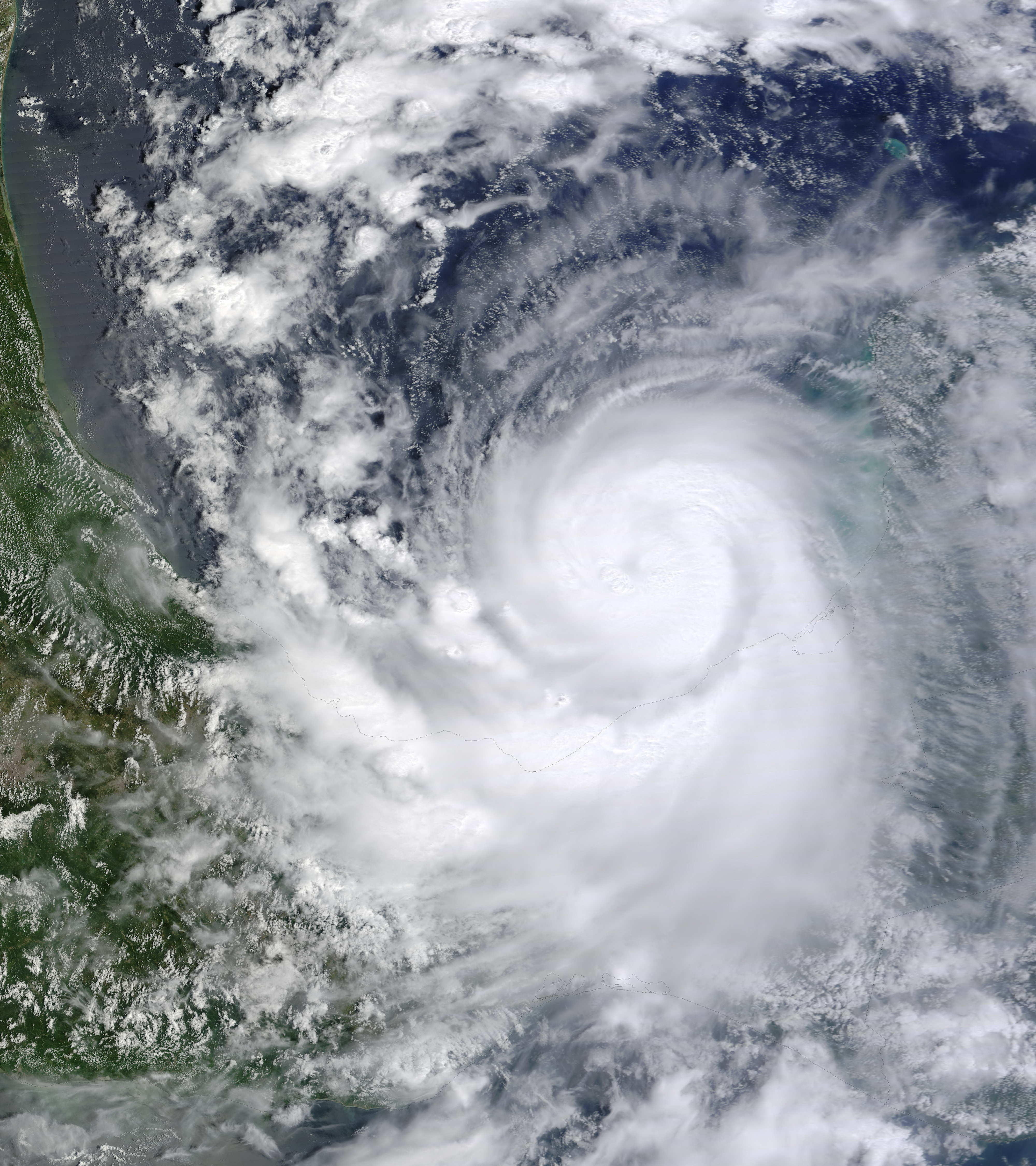

## روابط خارجية
- موقع قمر ناسا تيرا الرسمي